# Приютіно
Прию́тіно — невелика садиба доби російського класицизму, що збереглася в Ленінградській області. На базі збережених будівель та залишків пейзажного парку створено музей.

## Історія
Садиба Приютіно належить до зразків невеликих садиб доби класицизму з майже типовим розплануванням та характерними для доби павільйонами в пейзажному парку.

### Власник
Володар садиби - Оленін Олексій Миколайович (1763-1843), директор Публічної бібліотеки в Санкт-Петербурзі (нині Російська національна бібліотека). Власник придбав лісисту ділянку в 1795 р. у колишнього власника барона Фредерікса за 3.000 руб. Це були гроші з приданого його дружини.

### Розпланування

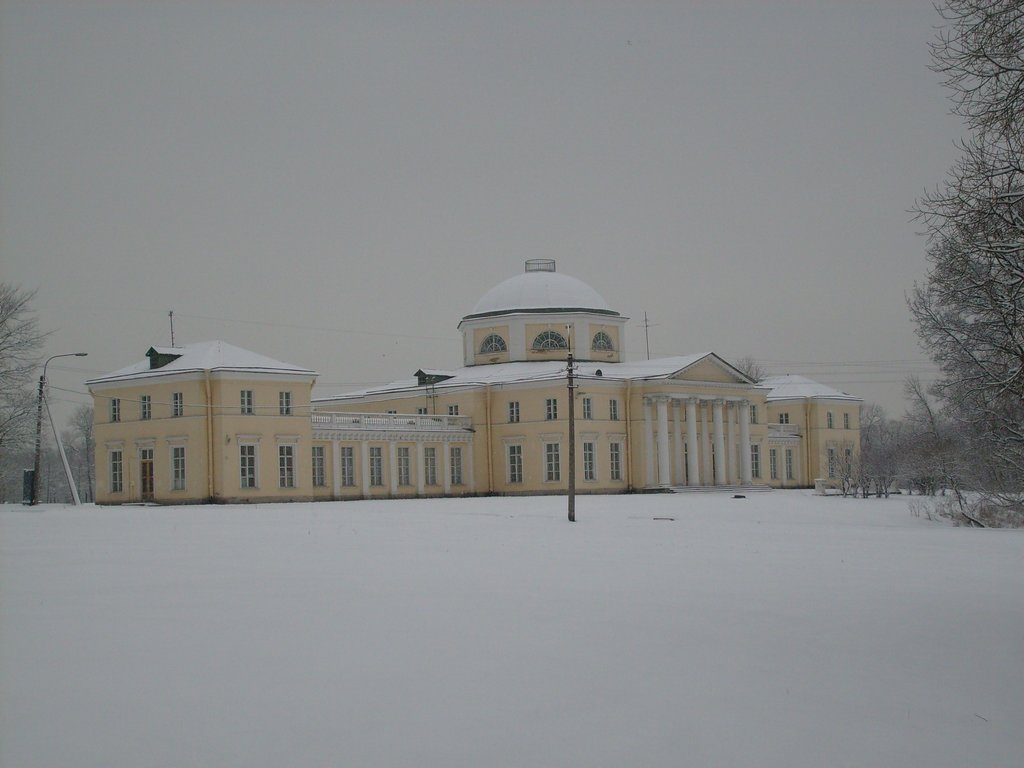
Садиба І.Чернишова - Александріно, 2008 р.

Худ. Іванов І.О. Садиба Приютіно, акварель. 1825 р. Державний музей О.С. Пушкіна.

За документами, розплануванням садибних будівель займався архітектор Іванов Іван Олексійович. Але добрим знайомим володарів був відомий петербурзький архітектор Львов Микола Олександрович (1751–1803). Підтверджень участі Львова в будівництві поки що не знайдено, але господарі та маловідомий будівничий Іванов І.О. могли користуватися порадами універсально обдарованого Львова. Той помер на початку XIX століття і будівництво розпочав Іванов. Небагаті власники розбудову вели за єдиним планом, але поволі і довго. Будівельні роботи тривали майже 20 років. Перші споруди були дерев'яними, які почергово міняли на цегляні.
На Смоляному ручаї створили греблю, що утворила штучний ставок. Усі головні споруди садиби були розташовані навколо ставка, що став організаційним центром садиби.  Головні споруди  побудовані з червоної цегли у дуже спрощених формах пізнього класицизму без використання колонного портика і без тинькування стін. 
На тлі зелені парку і дзеркала ставка це несподівано дало значний картинний ефект і збагатило образ садиби, що не мала архітектурних шедеврів. Серед будівель найбільш класичний вигляд мала молочня з колонним портиком та фронтоном. Як і заведено, навкруги ставка йшла хвиляста стежка, що єднала більшість споруд і відкривала глядачеві декілька картинних краєвидів. 
Але і розпланування, і краєвиди були затишні, скромні на відміну від розкішних заміських садиб вельмож Чернишова (Александріно), Безбородька (Полюстрово), Потьомкіна (Гостилиці), Голіцина (Мар'їно) тощо.

### Складові частини парку

Приютіно. Розпланування (туристична схема).

У пейзажному парку знайшли своє місце Сонячний годинник, флігелі, дві оранжереї, цегляна кузня, цегляна людська домівка, зерновий склад (магазин за термінологією тої доби), усього 26 службових приміщень. Було в пейзажному парку і містечко для суму, гірких роздумів і спогадів. У війні 1812 року під Бородіно загинув син володаря - молодий Микола Оленін. На честь сина володар поставив у парку пірамідку-кенотаф на спомин.
І як водиться, окрасою пам'яті про минуле садиби стали спомини про відомих людей, що навідувались сюди. Садибі надзвичайно пощастило, бо в Приютіно гостювали поети - байкар Крилов Іван , А.Міцкевич і О. Пушкін, художники Олександр Брюллов і Карл Брюллов, композитори Глінка, Алябьєв, Верстовський, письменник Олександр Тургенєв, декабристи тощо.

### Музеєфікація садиби Приютіно
За подальші 200 років садиба втратила лише поля і більшу частину парку. Ліс навколо садиби був вирубаний на продаж. Садиба декілька разів змінила власників у XIX столітті. У роки Другої світової війни головний будинок використовували як військовий шпиталь. Фашисти до садиби Приютіно не дійшли і окупованою територією садиба не була. За часів СРСР використовувалась як комунальні квартири.
Але ядро садиби збереглося і після (не досить вдалої) реставрації - музеєфіковано.
У приміщеннях головного будинку відтворені типові інтер'єри доби пізнього класицизму небагатого, але освіченого володаря та документальні нагадування про його відомих гостей. 

### Розташування
Музей-садиба Приютіно розташований неподалік від залізничної станції Бернгардовка. Це 4-й кілометр воєнного Шляху життя.